# Даувальдер Валерія Флоріанівна
Даувальдер Валерія Флоріанівна (нар. 24 квітня 1918, м. Маріуполь, Донецька область) — художниця, письменниця, скульптор, філософ. Доктор богослов'я.

## Біографія
Народилась Валерія Флоріанівна Даувальдер (справжнє прізвище - Денерво-Моргунова) 24 квітня 1918 р. у Маріуполі (Донецька область).  Закінчила середню і музичну школи у м. Єнакієве (Донецька область).
Онука (за лінією батька) швейцарця Флорентіна Денерво, який поселився у Росії. Швейцарське громадянство зберіг батько Валерії. 
Через політичні переслідування батька, який працював інженером на металургійному заводі, у 1934 р. була змушена родина емігрувати до Європи, де жила у Варшаві, Берліні, Женеві. В 1935–1939 рр.  вчилася у Школі мистецтв (Ecole des Arts ct Metiers) у  Фрібурзі.
У 1952 р. переїхала  до Цюриху. Вивчала психологію, історію релігії та філософію.  У 1958 р. захистила дисертацію.
Почесний член Російської Академії наук, Римської понтифікальної академії та Академії європейської культури. 

## Творчість
У 1930-х рр. дебютувала віршами та романсами в зарубіжних  виданнях.
Авторка казок: «Любава» (власні ілюстрації, Лозанна, 1946), книги «Голубая стрекоза: Стихи» (Лозанна, 1946), «Стихотворения. Земля Святая: Дневник» (Лозанна, 1978). Окремі поеми-казки видані французькою, німецькою та російськими мовами. Проілюструвала «Сказку о царе Салтане» О. Пушкіна (перекл. з франц. М. Ернст, Лозанна, 1948).
Творчість Даувальдер сповнена любові й туги за Батьківщиною. З  1962 р. створює рельєфні мозаїки з дорогоцінним камінням (аметисти, сапфіри, рубіни, турмаліни): «Троянда миру», «Пісня Леля», «Троянди Донбасу» (1993; подарувала Музею історії м. Єнакієве, де зберігають також її особисті речі, фотографії, листи, книги, фотокопії малюнків).
Роботи Валерії Даувальдер виставляли в Лозанні, Женеві, Берні, Цюриху, Мілані.
У 1988 р. відвідала РФ. Д. Лихачов сприяв перевезенню до Росії понад ста її картин та організації персональних виставок (зокрема у Москві).
Авторка книги «Історична реальність Христа» (Москва, 1992).

## Нагороди та премії
Нагороджена Золотим орденом Ліги націй та Орден дружби (РФ, 2008).